# ذعر العام 1857

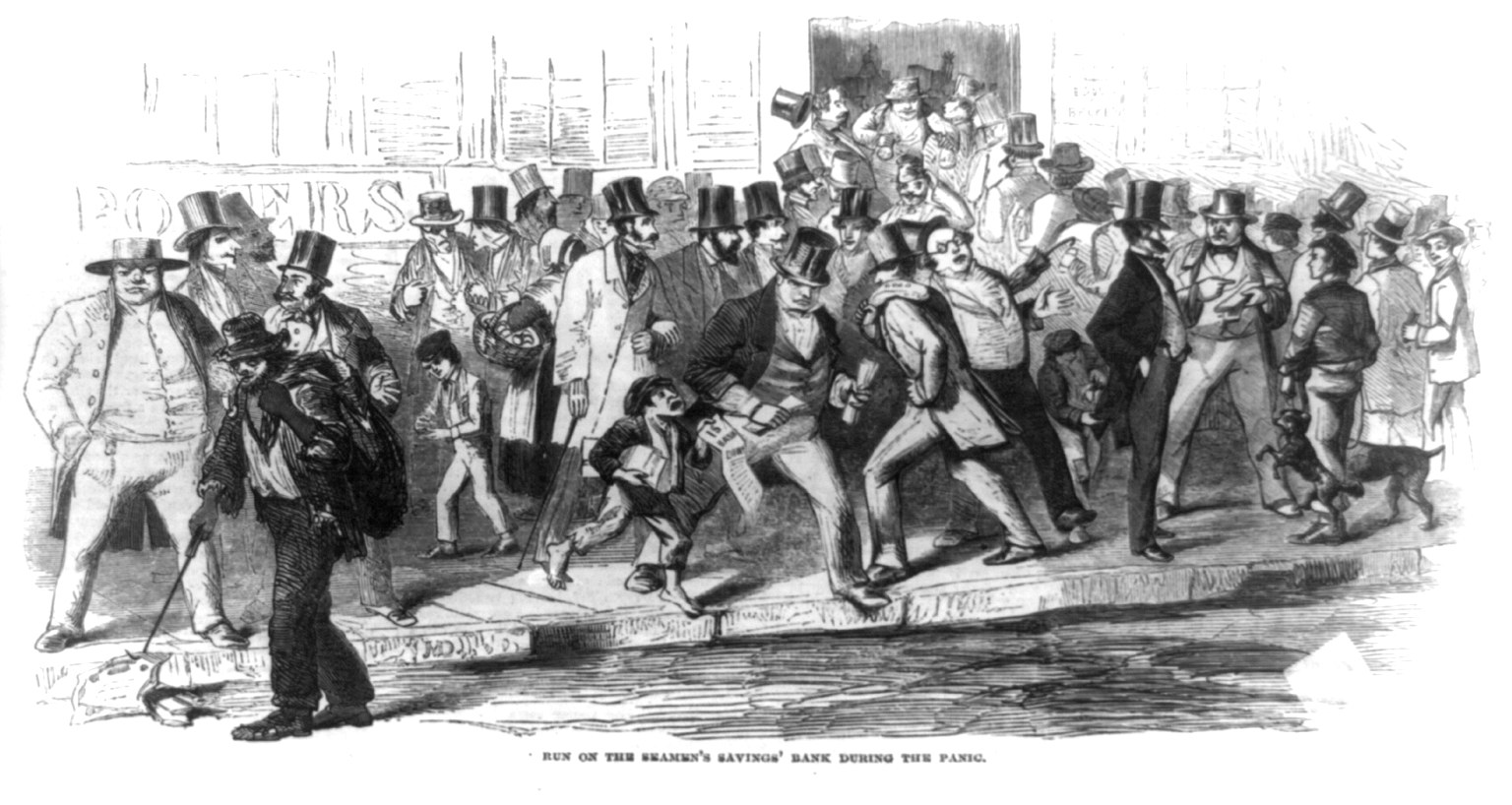

كانت حالة الذعر في عام 1857 ذعرًا ماليًا في الولايات المتحدة بسبب الاقتصاد الدولي المتدهور والتوسع المفرط للاقتصاد المحلي. بسبب الترابط في الاقتصاد العالمي بحلول خمسينيات القرن التاسع عشر، كانت الأزمة المالية التي بدأت في أواخر عام 1857 الأزمة الاقتصادية الأولى عالميًا. في بريطانيا، تحايلت حكومة بالمرستون على متطلبات قانون ميثاق البنك لعام 1844، الذي تطلب مخازن من الذهب والفضة لدعم كمية الأموال المتداولة. ظهرت الأخبار بشأن هذا التحايل وبثت الذعر في بريطانيا.
وابتداءً من سبتمبر عام 1857، لم يدم الانحسار المالي، وعلى أي حال، لم يكن هناك من تعافٍ ملائم حتى الحرب الأهلية الأمريكية في عام 1861. غرقت سفينة ذهب سنترال أميركا وساهم هذا الأمر في حالة الذعر عام 1857 نظرًا لأن مصارف نيويورك كانت تترقب قدوم شحنة الذهب التي احتاجتها بشدة. لم تتعافى المصارف الأمريكية إلى ما بعد الحرب الأهلية. بعد فشل شركة أوهايو للتأمين والتأمين على الحياة بدأ الذعر المالي بالانتشار السريع مع بداية الشركات بالانهيار، وشهدت صناعة السكك الحديدية انهيارات مالية وتم تسريح مئات العمال. وبالنظر إلى أن السنوات السابقة مباشرة لحالة الذعر عام 1857 كانت مزدهرة، اغتنم العديد من المصارف والتجار والمزارعين الفرصة لتحمل مخاطر استثماراتهم، وحالما بدأت أسعار السوق بالانهيار لامسوا بسرعة آثار الذعر المالي.

## خلفية الحدث
في أوائل خمسينيات القرن التاسع عشر، كان هناك الكثير من الرخاء الاقتصادي في الولايات المتحدة، إلى حد كبير حفزته الكميات الضخمة من الذهب المكتشف والمستخرج في حمى ذهب كاليفورنيا، ووسع هذا الأمر بدوره من الكتلة النقدية. وبحلول منتصف خمسينيات القرن التاسع عشر، بدأت كمية الذهب المستخرج بالانخفاض وهو ما تسبب بقلق المستثمرين والمصرفيين الغربيين. أصبحت المصارف الشرقية أكثر حذرًا بقروضها للغرب حتى أن البعض منها رفض قبول العملات النقدية الصادرة عن المصرف الغربي. صدر حكم المحكمة العليا بقضية دريد سكوت في ستانفورد في مارس عام 1857.
بعد أن أقام سكوت دعوى قضائية مطالبًا بحريته، أصدر رئيس المحكمة العليا للولايات المتحدة حكمًا بأن سكوت ليس بمواطن لأنه أسود وبالتالي لا يحق له أن يُقاضي في المحكمة. وجعل هذا الحكم من تسوية ميسوري غير دستورية من خلال القول إن الحكومة الفيدرالية لا تستطيع منع العبودية، وبما أنها سيطرت على الأقاليم فلا يمكنها أن تحظر العبودية فيها. كان من الجلي أن هذا القرار سيؤثر بشكل قوي على التنمية المستقبلية للأقاليم الغربية. وسريعًا بعد الحكم، بدأ «الصراع السياسي بين حزب التربة الحرة والعبودية في الأقاليم». وفي هذا الوقت، كانت الأقاليم الغربية شمالي خط تسوية ميسوري مفتوحة لاحتمالية توسع العبودية فيها، وسرعان ما أصبح من الواضح أن هذا الأمر سيكون ذو تأثيرات مالية وسياسية جذرية.
تراجعت أسعار مذكرات أرض كانساس والأوراق المالية للسكك الحديدية الغربية بشكل خفيف بعد قرار دريد سكوت في أوائل مارس. أثبت هذا التأرجح في الأوراق المالية للسكك الحديدية «أن الأخبار السياسية عن مستقبل الأقاليم قد استدعت ضبط الأرض وأسواق الأوراق المالية للسكك الحديدية». قبل عام 1857، كانت صناعة السكك الحديدية مزدهرة بسبب هجرات الناس الكبيرة إلى الغرب وعلى وجه الخصوص في كانساس. ومع تدفق الناس الكبير، أصبحت السكك الحديدية صناعة مربحة واغتنمت المصارف الفرصة وبدأت بتزويد شركات السكك الحديدية بقروض كبيرة. لم تتجاوز العديد من هذه الشركات مرحلة السكك الحديدية الورقية ولم تملك أبدًا أية أصول مادية ضرورية لتديرها. بدأت أسعار أسهم السكك الحديدية ككل تشهد فقاعة سوق الأسهم المالية، وشهدت أسهم السكك الحديدية إدخالات مضاربة بشكل متزايد في المعركة، وهو ما جعل هذه الفقاعة أسوأ. وفي هذا الوقت، نشر قرار دريد سكوت الآنف الذكر حالة من عدم اليقين بشأن السكك الحديدية في المجمل.

### انخفاض سوق الأسهم
في يوليو عام 1857، بلغ قسم أسهم السكك الحديدية ذروته. وفي الحادي عشر من أغسطس، فشلت شركة إن إتش وولف آند كومباني التي كانت أقدم شركة حبوب وطحين في نيويورك. هز هذا الفشل ثقة المستثمر وبدأ عمليات بيع بطيئة في السوق، واستمر ذلك حتى أواخر أغسطس.

### فشل شركة أوهايو للتأمين والتأمين على الحياة
في صباح الرابع والعشرين من أغسطس عام 1857 أعلن رئيس شركة أوهايو للتأمين وتأمين الحياة أن فرعها في نيويورك قد أوقف الدفعات. كان مصرف أوهايو لايف مصرفًا مقره أوهايو مع مكتب ثانٍ له في نيويورك. كان للشركة رهونات عقارية كبيرة وكانت صلة الربط بالمصارف الاستثمارية الأخرى في أوهايو. فشل مصرف أوهايو لايف بسبب الأنشطة الاحتيالية من قبل إدارة الشركة، وهدد فشلها بحثّ فشل مصارف أوهايو الأخرى أو بأمر أسوأ من ذلك، وهو الاندفاع لسحب الودائع المصرفية. جاء في مقال نشر في صحيفة نيويورك تايمز أن فروع سينسيناتي ونيويورك من شركة أوهايو للتأمين وتأمين الحياة قد توقفت؛ مع التزامات قيل إنها 7 ملايين دولار. ولحسن الحظ، تم تعويض المصارف المرتبطة بشركة أوهايو للتأمين وتأمين الحياة و «جُنبت إيقاف التحويل من خلال الصك بمصداقية من واحد للآخر بعكس الأمر». جذب فشل مصرف أوهايو لايف الانتباه إلى الحالة المالية لصناعة السكك الحديدية وأسواق الأرض وبالتالي تسبب بكون حالة الذعر المالية قضية عامة أكثر.

### التأثيرات الدائمة
بحلول ربيع عام 1858، «انتهت حالة الائتمان التجاري مجبرة التجار الغربيين الخاضعين للدين مسبقًا على تقليص المشتريات الجديدة للمخزون»؛ وكنتيجة للشراء المحدود في الغرب، بدأ التجار حول البلد برؤية انخفاضات في المبيعات والأرباح. تسببت السكك الحديدية «بإنشاء اقتصاد وطني مترابط، وهدد الآن الانحسار الاقتصادي في الغرب بأزمة اقتصادية». وبما أن العديد من المصارف قد مولت السكك الحديدية وشراء الأراضي، بدأوا يشعرون بالضغط من القيمة المنهارة للأوراق المالية للسكك الحديدية. أُجبرت كل من الخطوط الحديدية إيلينويز سنترال؛ إيري؛ بيتسبرغ، فورت واين وشيكاغو وريدينغ لاينز على التوقف بسبب الانخفاض المالي. وأُجبرت شركات ذا يلاوار ولاكاوانا وويسترن ريلرود وذا فوند دو لاك ريلرود على إعلان إفلاسها. مرت شركة بوستن آند وورسيستر ريلرود بصعوبات مالية ضخمة. لقد تم إخبار الموظفين بمذكرة كتبت في أواخر أكتوبر عام 1857، «الإيصالات من الركاب والشحن قد هبطت خلال الشهر الماضي (مقارنة مع الشهر المقابل له من العام الفائت)، وأكثر من عشرين ألف دولار، مع احتمال قليل جدًا لأي تحسن خلال الشتاء القادم». أعلنت الشركة أيضًا أن عمالها سيتلقون «تخفيضًا في.....الأجر بمقدار 10%». وبالإضافة إلى القيمة المتناقصة للأوراق المالية للسكك الحديدية، بدأ المزارعون يقصرون في سداد المدفوعات على أراضيهم المرهونة في الغرب، وهو الأمر الذي وضع المزيد من الضغط المالي على المصارف. شهدت أسعار الحبوب أيضًا انخفاضًا ملحوظًا، وعانى المزارعون من خسارة في الإيرادات وهو الأمر الذي أجبر المصارف على حجز الأراضي المشتراة. ارتفعت أسعار الحبوب في عام 1855 إلى 2.19 دولار لكل مكيال وبدأ المزارعون بشراء الأراضي ليزيدوا مخزون الأرض، وهذا الأمر بدوره سيزيد أرباحهم. على أي حال، بحلول عام 1858، انخفضت أسعار الحبوب بشكل جنوني لغاية 0.80 دولار لكل مكيال. شعرت العديد من مدن الغرب الأوسط بضغوطات الذعر. فعلى سبيل المثال، عانت بلدة كيوكوك، أيوا من النزاع المالي بسبب الانهيارات الاقتصادية في عام 1857.